# Atiart
Atiart es una despoblado español  dentro del municipio de La Fueva, en el Sobrarbe, provincia de Huesca, Aragón. Antiguamente pertenecía al grupo de aldeas de Toledo de Lanata. En 1857 se llamaba Latiart.
Al deshabitarse pasó a manos de un propietario para la explotación agraria. Las casas (en rehabilitación) están alineadas a la derecha de la carretera, la cual se acaba en San Juan de Toledo. Al norte hay un pequeño oratorio de estilo popular. 